# Android Ice Cream Sandwich
Android Ice Cream Sandwich je devátá verze mobilního operačního systému Android vyvinutého společností Google. Android 4.0, který byl představen 19. října 2011, vychází z významných změn provedených vydáním Android Honeycomb pro tablety, které se snaží vytvořit sjednocenou platformu pro chytré telefony i tablety.
Android 4.0 byl zaměřen na zjednodušení a modernizaci celkového prostředí Android kolem nové sady pokynů pro lidské rozhraní. V rámci tohoto úsilí představil nový vizuální vzhled s názvem „Holo“, který je postaven na čistším, minimalistickém designu a novém výchozím písmu s názvem Roboto. Zavedla také řadu dalších nových funkcí a interních vylepšení, včetně obnovené domovské obrazovky, podpory komunikace v blízkém poli (NFC) a možnosti „paprsku“ přenášet obsah na jiného uživatele pomocí technologie, aktualizovaného webového prohlížeče, nového správce kontaktů se sociálními sítěmi integrace do sítě, možnosti přístupu k fotoaparátu a ovládání přehrávání hudby z obrazovky zámku, podpory vizuální hlasové schránky, rozpoznávání obličeje pro odblokování zařízení („Face Unlock“) či schopnosti sledovat a omezovat využití mobilních dat.